# Trimerotropis tolteca
Trimerotropis tolteca är en insektsart som först beskrevs av Henri Saussure 1861.  Trimerotropis tolteca ingår i släktet Trimerotropis och familjen gräshoppor. Inga underarter finns listade i Catalogue of Life.